# Ендивал
Ендивал е първата българска настолна ролева игра, издадена като книга с комерсиална цел. Така се нарича и континентът, където се развива действието в играта – просто тя е наречена на него.
Светът и правилата на играта са описани в три последователни книги – Здрач над Ендивал (2001 г.), Ендивал: Домът на Хаоса (2002 г.) и Ендивал: Огледалото на Боговете (2004 г.). Тъй като всяка от книгите внася значителни промени, по-правилно е Ендивал да се разглежда като поредица от три игри, развиващи се в един и същи свят (въпреки че светът също търпи изменение между отделните версии).
Играта е с фентъзи насоченост – действието се развива през псевдосредновековна епоха, със съответното ниво на технологиите и социални отношения, а в света силно се усеща присъствието на магия и божества.
Друга типична черта на фентъзито също е налице в Ендивал – светът е населен с няколко нечовешки раси (елфи, върколаци, горгони и др.). Въпреки че тези имена са познати от митологията и почти стандартни за жанра, съществата, наричани с тях, са строго специфични за Ендивал.

## Части

### Здрач над Ендивал
Издадена през 2001 г. от ИК „Интегра Б.Г.“, София. Автори: Божидар Грозданов, Владимир Джурджев, Асен Цветков. Илюстратори: Владимир Джурджев и Георги Симеонов.
ISBN 954-8794-07-01

### Ендивал: Домът на Хаоса
Издадена през 2002 г. от ИК „Интегра Б.Г.“, София. Автори: Божидар Грозданов, Асен Цветков, Владимир Джурджев, Ангел Генчев. Илюстратори: Георги Симеонов и Владимир Пешков.
ISBN 954-8794-08-X

### Ендивал: Огледалото на Боговете
Издадена през 2004 г. от ИК „Интегра Б.Г.“, София. Автори: Божидар Грозданов, Андрей Велков, Асен Цветков, Ангел Генчев, Владимир Джурджев.
Освен това тя е най-лесната за разучаване от начинаещи играчи.
ISBN 954-8794-13-6